# ويكيبيديا السانتالية
ويكيبيديا السانتاليية، بالإنجليزيةThe Santali Wikipedia- هي نسخة ويكيبيديا باللغة السانتاليية، تديرها مؤسسة ويكيميديا. تم إطلاق الموقع في 2 أغسطس 2018م.   تم استخدام الأبجدية الخاصة باللغة السنتالية، (أبجدية أول تشيكي Ol Chiki)، بوصفها أبجدية في ويكيبيديا السنتالية.   السنتالية هي لغة من عائلة موندا من الأسترو آسيوية، يتحدث بها حوالي 7.4 مليون شخص في جنوب آسيا (بنغلاديش والهند، وبوتان، ونيبال ).

## تاريخ
كانت ويكيبيديا سانتالي في مرحلة الإعداد والتجهيز منذ سبتمبر 2010م.  وبدأت عملية إنشاء ويكيبيديا باللغة السنتالية في عام 2012م، واكتسبت زخمًا لاحقًا في فبراير 2017م.  وفي عام 2012م، نظمت مؤسسة ويكيميديا بنغلاديش لقاءً وورشة عمل حول ويكيبيديا، مع مجتمع اللغة السنتالية في منطقة ديناجبور في بنغلاديش؛ بهدف إطلاق ويكيبيديا باللغة السنتالية.  ومع ذلك، تباطأت هذه العملية بعد مرور بعض الوقت. 
وفي سبتمبر 2017م، نظمت مؤسسة ويكيميديا بنغلاديش اجتماعًا آخر مع مجتمع اللغة السنتالية في أحد اجتماعات ويكيبيديا في "دكا"، حيث تم اتخاذ قرار بتسريع إطلاق ويكيبيديا.   وفي أعقاب هذه المناقشة، نظمت مؤسسة ويكيميديا بنغلاديش ورشة عمل في دكا لمجتمع اللغة السنتالية في 30 ديسمبر 2017م.  وشارك مجتمع اللغة السنتالية من الهند في هذا البرنامج من خلال المناقشة عبر الإنترنت. وفي وقت لاحق، تم تنظيم ورشة عمل أخرى لمجتمع اللغة السنتالية في أوديشا بالهند، في 11 مارس 2018م بالتعاون مع مجموعة مستخدمي ويكيميديا الأوديا.
وبعد أشهر من العمل، وافقت لجنة لغة ويكيميديا، على ويكيبيديا باللغة السنتالية في 28 يونيو 2018م، وأخيرًا، تم إطلاق موقع ويكيبيديا السنتالية في 2 أغسطس 2018م.  

## المستخدمون والمحررون
| عدد حسابات المستخدمين | عدد المقالات | عدد الملفات | عدد الإداريين |
| --------------------- | ------------ | ----------- | ------------- |
| 9105                  | 13075        | 0           | 3             |

## معرض الصور

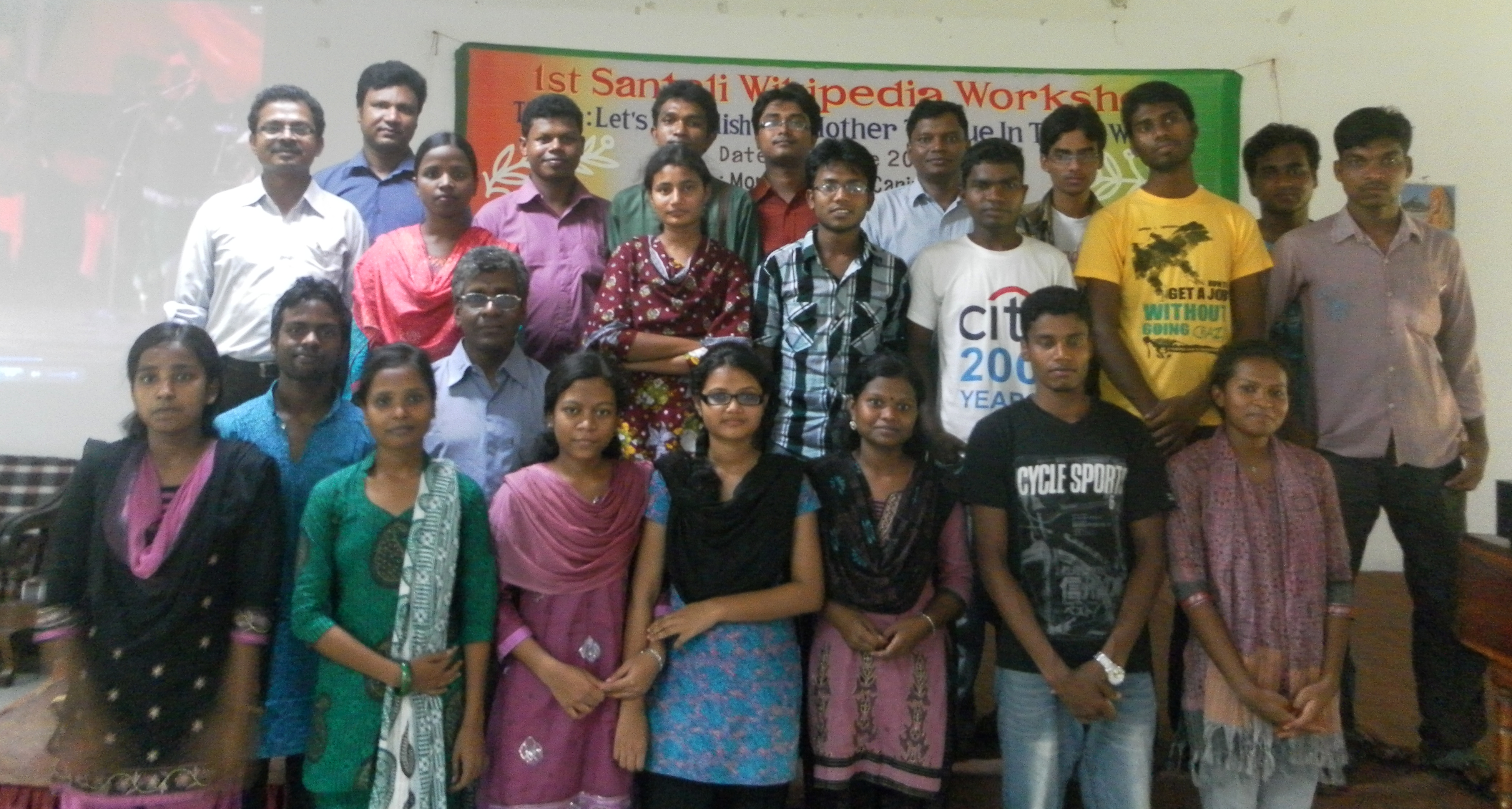
أول ورشة عمل حول ويكيبيديا السانتالية في بنغلاديش (2012م).
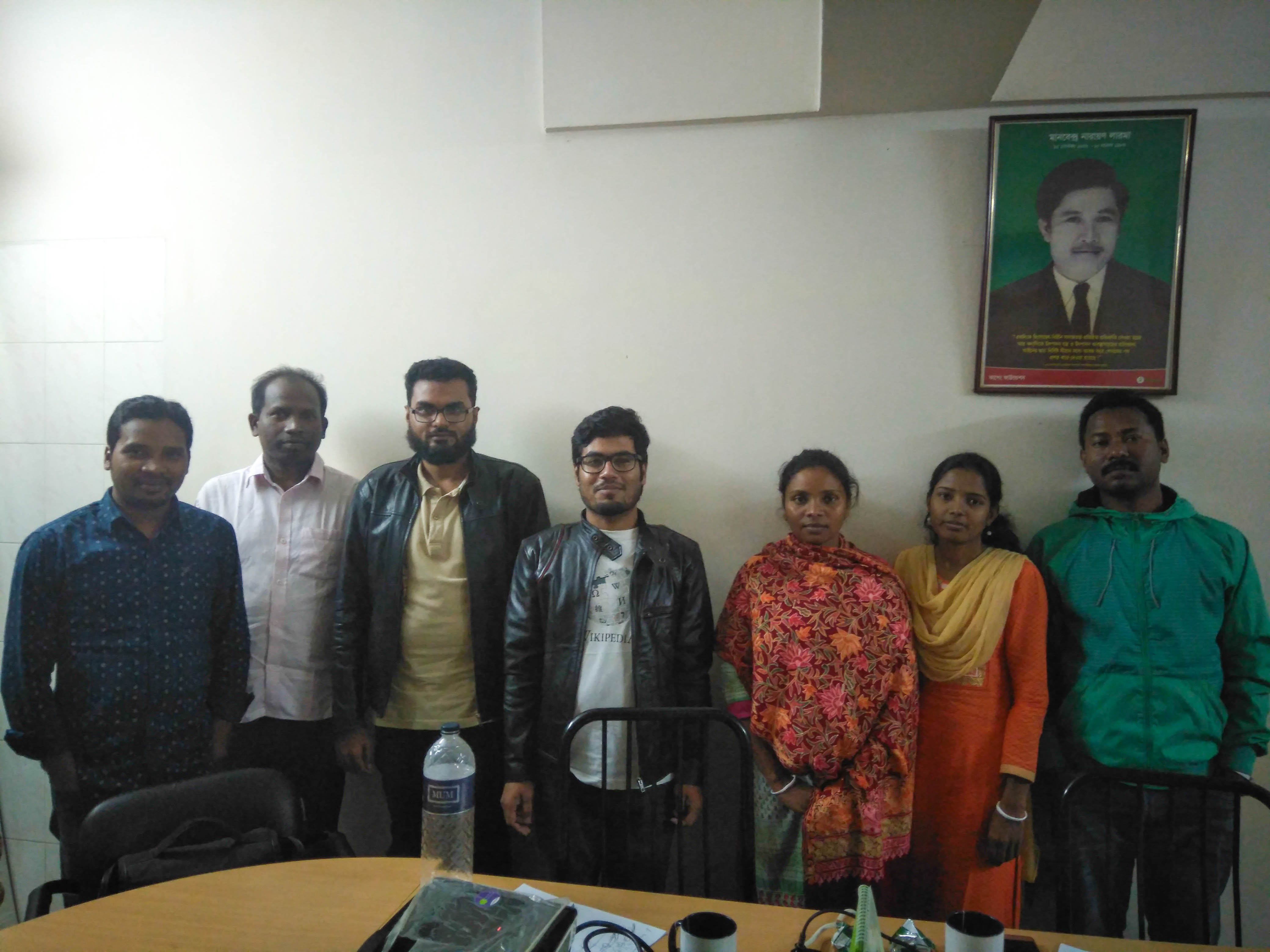
ورشة عمل لمجتمع ويكيبيديا السنتالي في بنغلاديش (2017م)
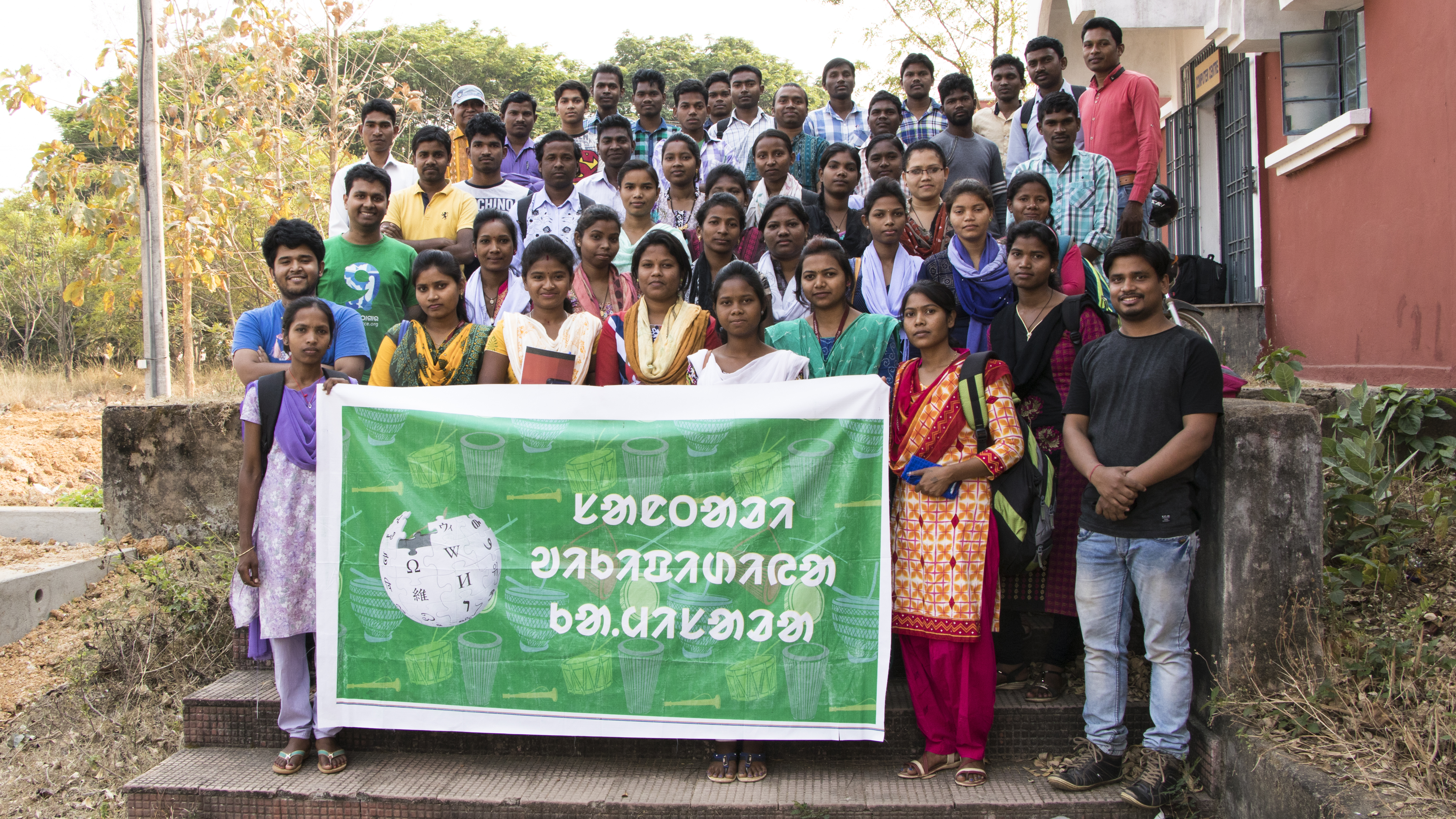
أول ورشة عمل حول ويكيبيديا سانتالي في الهند (2018م)
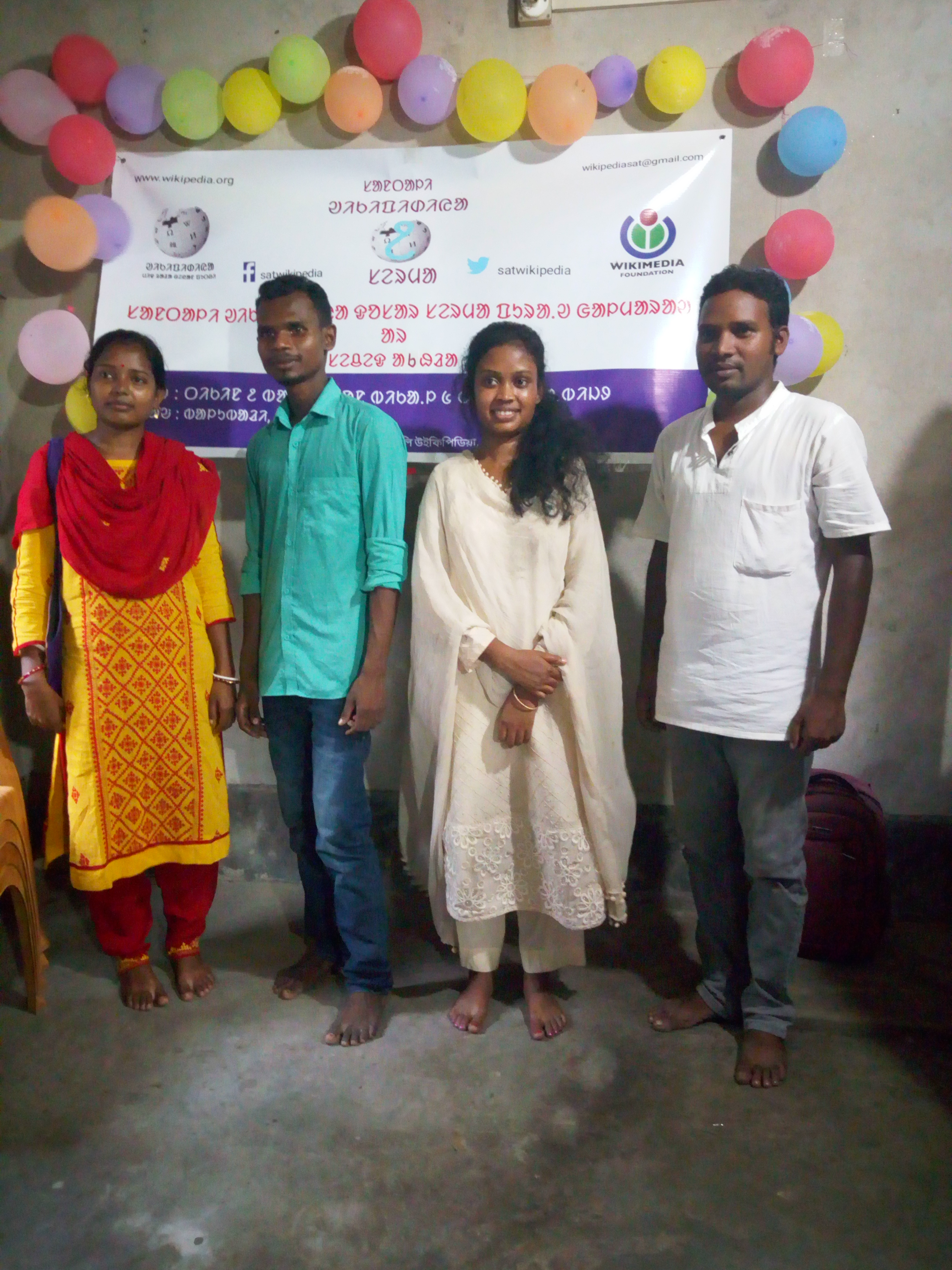
ورشة عمل ويكيبيديا السانتالي في بنغلاديش (2020م)

## روابط خارجية
- سانتالي ويكيبيديا
- بوابة ويكيبيديا متعددة اللغات
- مؤسسة ويكيميديا